# Antonio Campos
Antonio Campos (New York, 24 agosto 1983) è un regista, sceneggiatore e produttore cinematografico statunitense di origini italo-brasiliane.

## Biografia
Nato a New York, figlio della produttrice italo-americana Rose Ganguzza e del giornalista televisivo brasiliano Lucas Mendes Campos. Sua sorella, Francesca Damato, è vice presidente esecutivo di Estée Lauder. Appassionato fin da giovane al cinema, ha frequentato un corso presso la New York Film Academy e successivamente ha effettuato gli studi al Dwight School. È stato un alunno della Cinéfondation di Cannes e il suo mediometraggio Buy It Now ha vinto il primo premio studentesco della fondazione.
Nel 2003, assieme agli amici e compagni della New York Academy Josh Mond e Sean Durkin, fonda la casa di produzione Bordeline Films.
Nel 2008 dirige il suo primo lungometraggio Afterschool, presentato in anteprima nella sezione Un Certain Regard al Festival di Cannes 2008. Al Sundance Film Festival 2012 viene presentato il suo secondo film, Simon Killer, con protagonista Brady Corbet.
Nel 2016 dirige Christine, incentrato sulla storia vera della giornalista televisiva Christine Chubbuck, interpretata da Rebecca Hall. Il film viene presentato nel concorso principale del 34° Torino Film Festival.
L'anno seguente è produttore esecutivo e regista di tre episodi della serie televisiva The Sinner.

## Filmografia

### Regista
- Pandora (2002) - cortometraggio
- Buy It Now (2005) - mediometraggio
- The Last 15 (2007) - cortometraggio
- Afterschool (2008)
- Simon Killer (2012)
- Christine (2016)
- The Sinner – serie TV, 5 episodi (2017-2018)
- The Punisher – serie TV, episodio 1x08 (2017)
- Le strade del male (The Devil All the Time) (2020)
- The Staircase - Una morte sospetta (The Staircase) – miniserie TV, 6 puntate (2022)

### Sceneggiatore
- Pandora (2002) - cortometraggio
- Buy It Now (2005) - mediometraggio
- The Last 15 (2007) - cortometraggio
- Afterschool (2008)
- Simon Killer (2012)
- Le strade del male (The Devil All the Time), regia di Antonio Campos (2020)
- The Staircase - Una morte sospetta (The Staircase) – miniserie TV, 2 puntate (2022)

### Produttore
- La fuga di Martha (Martha Marcy May Marlene), regia di Sean Durkin (2011)
- James White, regia di Josh Mond (2015)
- The Eyes of My Mother, regia di Nicolas Pesce (2016)
- Katie Says Goodbye, regia di Wayne Roberts (2016)
- The Sinner – serie TV (2017)
- The Staircase - Una morte sospetta (The Staircase) – miniserie TV, 8 puntate (2022)